# Hammars backar-Kåsebergaåsen naturvårdsområde
Hammars backar-Kåsebergaåsen naturvårdsområde är ett naturvårdsområde (som sedan 1998 likställs med naturreservat) i Ystads kommun. 
Naturvårdsområdet bildades 1996 och omfattar 675 hektar. Det ligger väster om Ystad utmed kusten och består av en brant klintkust med betesmark